# Chaetocnema subcoerulea
Chaetocnema subcoerulea är en skalbaggsart som först beskrevs av Kutschera 1864.  Chaetocnema subcoerulea ingår i släktet Chaetocnema, och familjen bladbaggar. Enligt den svenska rödlistan är arten nationellt utdöd i Sverige. . Arten har tidigare förekommit i Götaland men är numera lokalt utdöd. Artens livsmiljö är våtmarker, jordbrukslandskap.